# Wolfgang Oelsner

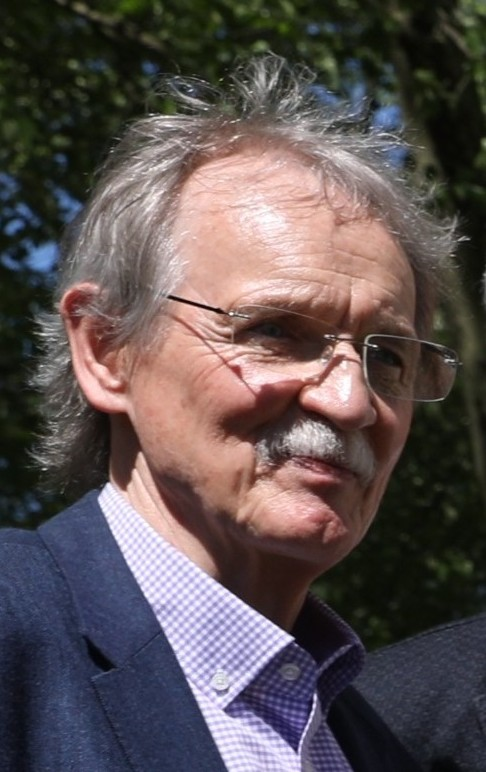
Wolfgang Oelsner (2018)

Wolfgang Oelsner (* 22. November 1949 in Opladen) ist ein deutscher Pädagoge, Kinder- und Jugendlichenpsychotherapeut, Karnevalsphilosoph und Autor.

## Leben

### Pädagoge und Psychotherapeut
Wolfgang Oelsner schloss in Köln seine Studien in Sonderpädagogik (1974) und in analytischer Kinder- und Jugendlichenpsychotherapie (1985) ab.  Von 1974 bis 1982 leitete er das Internat im Dietrich Bonhoeffer Haus, einer Pioniereinrichtung für körperbehinderte Jugendliche der weiterführenden Schulen in Köln. 1982 bis 1988 arbeitete er wieder als Lehrer an diesen Schulen. 1988 wurde Oelsner Rektor der Schule in der Uniklinik Köln. Unter seiner Leitung bis 2011 wurde diese in enger Kooperation mit der Klinik zu einem regionalen Zentrum für Pädagogik bei Krankheit mit Schwerpunkt chronische Krankheiten und Kinder- und Jugendpsychiatrie. Seit 1985 unterhält Wolfgang Oelsner auch eine Praxis als analytischer Kinder- und Jugendlichenpsychotherapeut. Schwerpunkte seiner pädagogischen und psychotherapeutischen Arbeit sind Schulverweigerung, Autismus-Spektrum-Störungen, Adoptions- und Pflegschaftsverhältnisse sowie Angststörungen.
In der Doppelfunktion als Pädagoge und Jugendpsychotherapeut ist Oelsner seit den 1980er Jahren als Referent und Berater (u. a. WDR-Fernsehen "Servicezeit Familie") tätig. Von 2009 bis 2021 gestaltete und moderierte er ehrenamtlich die "Elternwerkstatt" im "studio dumont" der DuMont Mediengruppe in Köln.
Als nebenberuflich ausgebildeter Trompeter entwarf Oelsner im Rahmen eines Unterrichtsauftrags der Rheinischen Musikschule Köln (1971 bis 1976) bautechnische Veränderungen an Blechblasinstrumenten (Instrumentenprothetik), für den Einsatz bei Menschen mit Körperbehinderung und gründete Musikensembles in Förderschulen.
Am 25. September 2022 wurde ihm die Ehre zuteil, sich in das Goldene Buch der Stadt Köln einzutragen.
2025 erhielt er den Rheinlandtaler für außergewöhnliche Verdienste um die kulturelle Vielfalt und die Besonderheiten unserer Region.

### Kulturforscher Karneval
Nebenberuflich erforscht Oelsner auch psychologische und kulturanthropologische Aspekte des Karnevals und gilt als „Karnevalsphilosoph“.  Kenntnisse von und Interesse an regionalen Bräuchen ließen ihn zum Mitgestalter und Erforscher des rheinischen Karnevals werden. Er ist Träger des „Kulturpreises der deutschen Fastnacht“ (2008) des Bund Deutscher Karneval und der „Willy-Millowitsch-Medaille“ (2010) des Festkomitee Kölner Karneval.
Oelsner ist verheiratet, hat einen Sohn und lebt in Köln.

## Mitgliedschaften
- Mitglied im Verband Sonderpädagogik
- Mitglied in der Vereinigung analytischer Kinder- u. Jugendlichenpsychotherapeuten (VAKJP)
- Mitherausgeber der Fachzeitschrift „Kinder- und Jugendlichenpsychotherapie. Zeitschrift für Psychoanalyse und Tiefenpsychologie“ (1987–2019)
- Mitglied der Richtlinienkommission (2000–2003) „Pädagogik bei Krankheit“ beim Schulministerium NRW
- Gründungskuratoriumsmitglied (ehrenamtlich) der „Stiftung Villa Kunterbunt“ an der Uniklinik für Kinder- und Jugendpsychiatrie
- Aufsichtsratsmitglied (ehrenamtlich) im „Evangelischen Verein für Adoption und Pflegekinderwesen“, Düsseldorf

## Schriften (Auswahl)

### Pädagogik
- Die Schule für Kranke. Wie sie wurde, was sie ist., in: Zeitschrift für Heilpädagogik 64 (2013), S. 271–280.
- mit Gerd Lehmkuhl: Schulangst: Ein Ratgeber für Eltern und Lehrer. Walter, Düsseldorf 2002; DTV, München 2004.
- mit Gerd Lehmkuhl: Adoption: Sehnsüchte, Konflikte, Lösungen.  Walter, Düsseldorf 2005; 2. Auflage: Patmos, Düsseldorf 2008.
- mit Gerd Lehmkuhl und Ursula Müller-Rösler: Entwicklung neu denken: Mit Kunst lehren und lernen. DuMont, Köln 2012.
- mit Gerd Lehmkuhl: Spenderkinder. Künstliche Befruchtung, Samenspende, Leihmutterschaft und die Folgen. Fischer & Gann, Munderfing 2016, ISBN 978-3-903072-16-9.
- mit Gerd Lehmkuhl: Familienplanung 2.0. Brill / V&R, Göttingen 2022.

### Kulturfest Karneval
- mit Rainer Rudolph: Karneval ohne Maske. Greven, Köln 1988.
- mit Werner Mezger, Günter Schenk: Wenn die Narren Trauer tragen. Schwaben, Stuttgart 1991.
- mit Csaba P. Rakoczy: Goethe und die Narren. Marzellen, Köln 1999.
- Fest der Sehnsüchte. Warum Menschen Karneval brauchen. Psychologie, Kultur und Unkultur des Narrenfestes. Marzellen, Köln 2007.
- hrsg. mit Joachim Rönneper: Kamelle, Tod und Leidenschaft. Das Lesebuch vom Karneval. Marzellen, Köln 2007.
- Karneval – wie geht das? Bachem, Köln 2012; englische Ausgabe 2014.
- Karneval und Corona, in: kreuz-und-quer.de, 8. Februar 2021.